# Lukáš Horníček
Lukáš Horníček (* 13. července 2002 Vysoké Mýto) je český profesionální fotbalový brankář, který chytá za portugalský klub SC Braga a za český národní tým do 21 let.

## Klubová kariéra
Horníček se narodil ve Vysokém Mýtě a je odchovancem klubu FK Pardubice, ve kterém strávil 10 let. V červenci 2019 odešel na roční hostování s opcí do portugalského klubu SC Braga. Byl vyhlášen nejlepším brankářem sezóny 2020/21 v portugalské juniorské lize. Po skončení hostování, které Horníček strávil zejména v mládežnickém týmu Bragy, se rozhodlo vedení portugalského klubu uplatnit opci na trvalý přestup. Částka, na které se kluby dohodly, nebyla zveřejněna; nicméně český klub uvedl, že se jednalo o největší přestup v historii klubu. V novém působišti podepsal čtyřletou smlouvu.
V A-týmu Bragy debutoval 17. října 2021, když v 85. minutě utkání třetího kola Taça de Portugal proti UFC Moitense vystřídal brankářskou jedničku Tiaga Sá. Svůj ligový debut si odbyl 15. května 2022, když odchytal celé utkání závěrečného kola Primeira Ligy proti Famalicãu; Braga neudržela vedení 2:0 a nakonec prohrála 2:3.

## Reprezentační kariéra
Horníček je český mládežnický reprezentant; chytal za reprezentaci do 16, do 17, do 18, do 19 a do 20 let. Byl brankářskou jedničkou na závěrečném turnaji Mistrovství Evropy do 17 let v roce 2019, kde Češi vypadli ve čtvrtfinále s Francií.

## Statistiky

### Klubové
K 17. květnu 2022
| Klub   | Sezóna  | Liga          | Liga   | Liga | Národní pohár | Národní pohár | Ligový pohár | Ligový pohár | Evropské poháry | Evropské poháry | Celkem | Celkem |
| Klub   | Sezóna  | Liga          | Zápasy | Góly | Zápasy        | Góly          | Zápasy       | Góly         | Zápasy          | Góly            | Zápasy | Góly   |
| ------ | ------- | ------------- | ------ | ---- | ------------- | ------------- | ------------ | ------------ | --------------- | --------------- | ------ | ------ |
| Braga  | 2021/22 | Primeira Liga | 1      | 0    | 1             | 0             | 0            | 0            | 0               | 0               | 2      | 0      |
| Celkem | Celkem  | Celkem        | 1      | 0    | 1             | 0             | 0            | 0            | 0               | 0               | 2      | 0      |